# مقاطعة لامباساس (تكساس)
مقاطعة لامباساس (بالإنجليزية: Lampasas  County)‏ هي إحدى المقاطعات في ولاية تكساس، الولايات المتحدة الأمريكية.